# Carebara petulca
Carebara petulca is een mierensoort uit de onderfamilie van de Myrmicinae. De wetenschappelijke naam van de soort werd voor het eerst geldig gepubliceerd in 1922 door William Morton Wheeler.